# グリーン川 (ワシントン州)
グリーン川（Green River）は、アメリカ北西部のワシントン州のキング郡を流れる長さ150kmの川で、郡内では最長の川である。
カスケード山脈の西斜面に発したグリーン川は、下流でデュワミッシュ川と名を変え、シアトルで太平洋のピュージェット湾に注ぐ。

## 概要
源流から、川は概ね西流して峡谷を形成している。オーバーンで北へ向きを変えると、軽工業と商業の盛んな地域を流れ、タックウィラに至る。
ここからデュワミッシュ川と名を変え、シアトルのエリオット湾（Elliott Bay）へ注いでいる。
川の多くの部分で、川沿いには遊歩道が整備されている。
本項では便宜上、源流からハワード・A・ハンソンダムまでを「上流」、デュワミッシュ川と名を変えるまでを「中流」、デュワミッシュ川を「下流」として節をわける。

## 源流・上流
グリーン川の源流は、カスケード山脈の最高峰レーニア山から30マイル（約48km）北方にある、ブローアウト山（Blowout Mountain）の西斜面にある。源流から16kmあたりまでは、急峻な峡谷を数多くの滝をつくり流れていく。

### スタンペード峠道
ブローアウト山の北隣にあるスノーシュー岳（Snowshoe Butte）の北麓には、カスケード山脈を越えて東西を結ぶスタンペード・パス（Stampede Pass）という峠道があり、スタンペード・パスはグリーン川の主な支流のひとつであるサンデー川（Sunday Creek）に沿って走っている。

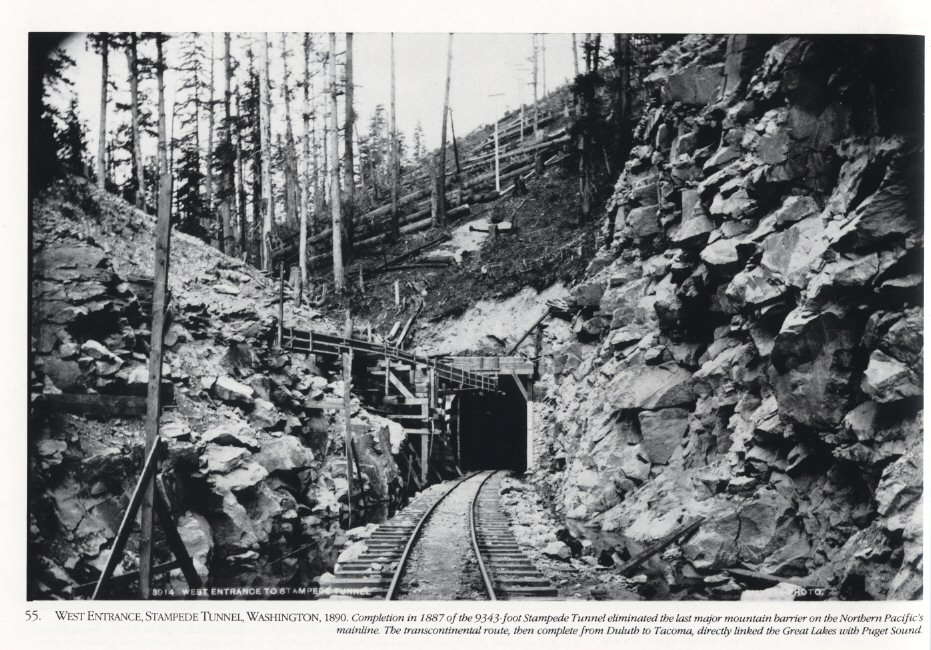
スタンペードトンネルの1890年の様子

スタンペード・パスはかつて東西の峠道として使われていたが、現在は鉄道だけが通じており、高速90号線はさらに北を迂回している。このノーザン・パシフィック鉄道は1880年から1888年にかけて峠の測量や工事を行ない、1888年に開通したスタンペードトンネルによって全通して、カスケード山脈を越えてワシントン州の東西を結ぶ初の鉄路となった。現在の鉄路はサンデー川に沿ってスタンペード・パスを降ってきて、レスター（Lester）でグリーン川に出会い、サンデー川はここでグリーン川に合流する。

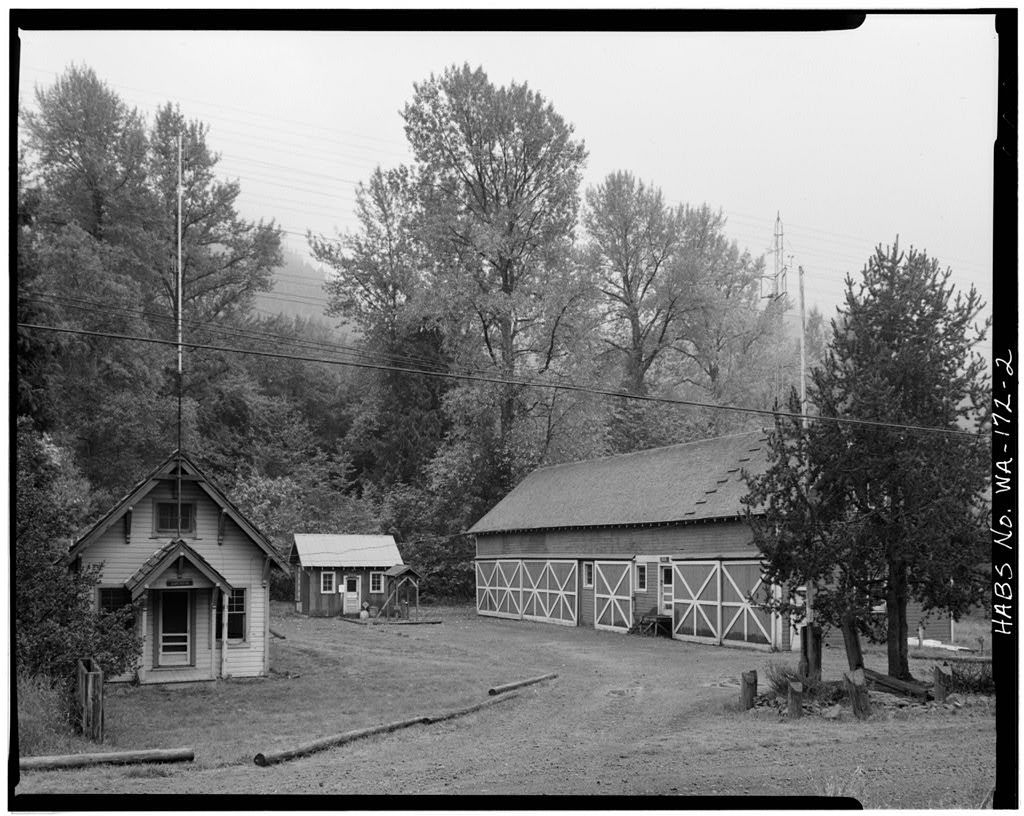
かつて存在したレスター。現在は無人集落となっている。

レスターのように、グリーン川の上流の谷あいにはかつて、ウェストン（Weston）、グリーンリバーホットスプリングス（Green River Hot Springs）、ナグラム（Nagrom）、メイウッド（Maywood）、ハンフリーズ（Humphreys）、イーグルゴージュ（Eagle Gorge）、レモロ（Lemolo）、ケナスケット（Kanaskat）といった、木材の伐採のための集落や、これらの森林鉄道の支線がたくさんあった。

### ハワード・A・ハンソンダム

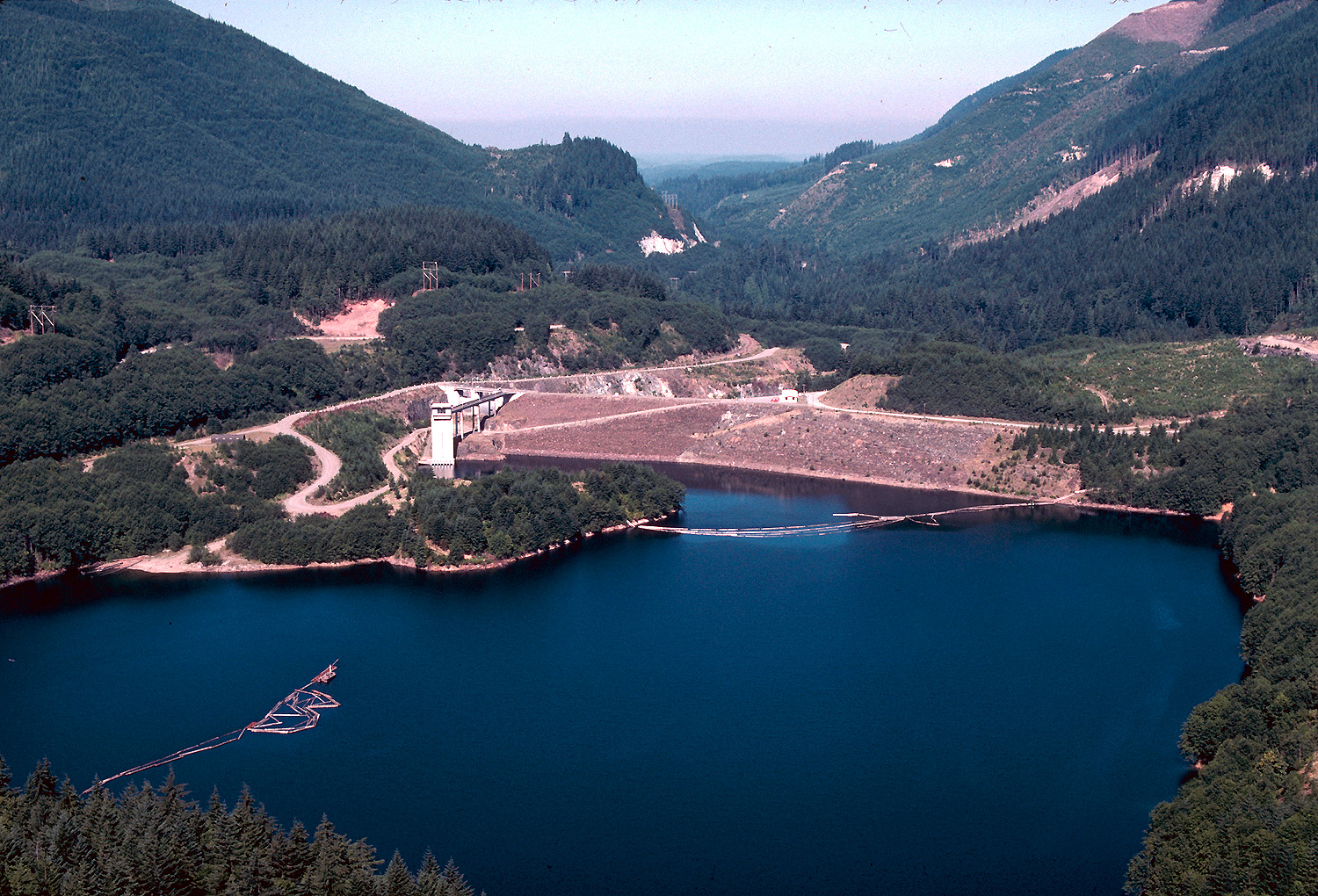
ハワード・A・ハンソンダム

グリーン川の源流から40キロほど下ると、1961年に完成したハワード・A・ハンソンダム（Howard A. Hanson Dam）がある。
このダムはフィルダムという構造で、天然の土砂や岩石で造られていた。
グリーン川の流域は1850年代に開拓され、農地化が始まった。開拓者は流木が川に引っかかって農地が冠水すると、ダイナマイトでこれを吹き飛ばしたが、その結果として別の場所で川をせき止めて氾濫を引き起こすようになった。
20世紀の前半から、グリーン川の治水管理の計画があったが、第二次世界大戦の影響で実施は遅れ、戦後にようやく実現した。ダム計画ははじめ、グリーン川上流の渓谷の名をとって「イーグルゴージュダム（Eagle Gorge Dam）」と呼ばれていたが、計画を主導してきたハワード・A・ハンソンが1957年にダムの完成前に死去すると、「ハワード・A・ハンソンダム」と改称され、1961年に完成した。
2009年1月に24時間で380ミリの豪雨があり、ダムの水位が6.7m（22フィート）も上昇した。設計上の限界まで5.2m（17フィート）に迫り、決壊のおそれがあると発表された。まもなく、アメリカ陸軍工兵司令部の調査でダムの排水路に土砂が詰まって水位が上昇していることがわかり、ダムがどの程度耐えうるか、予測が不可能になってきた。
このため、グリーン川の下流では、フォートデント（Fort Dent）からケントに至るまで、堤防に土嚢が積まれ、川沿いの遊歩道も5年間通行止めになった。
ダムの補修が行われ、洪水の脅威は大きく減衰したとされているが、今も工兵隊が補強工事を続けている。
詳細はen:Howard A. Hanson Dam参照。

## 中流

### グリーンリバー峡谷

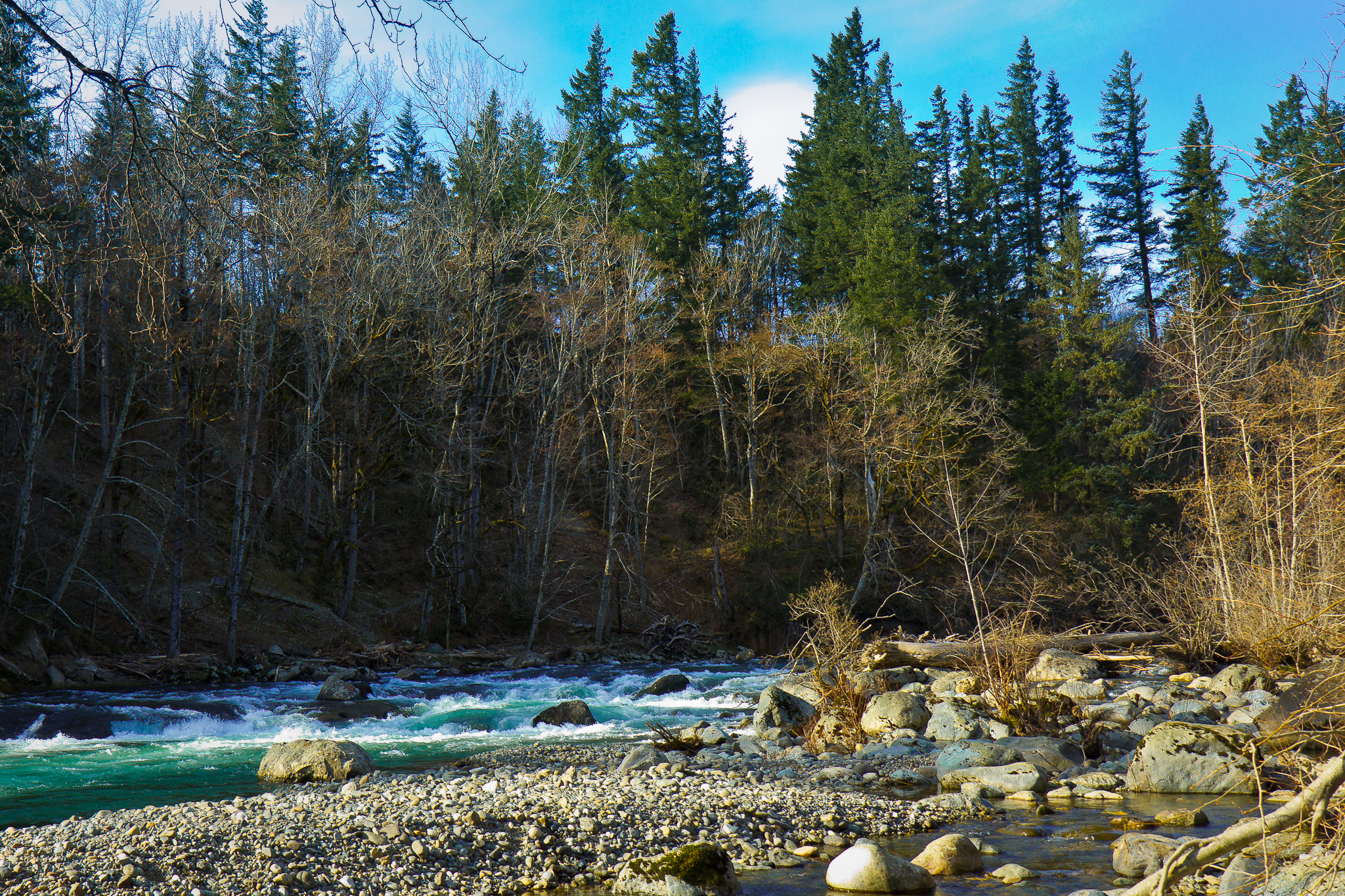
ケナスケット・パーマー公園内の急流

ダムの下流にあるケナスケット（Kanaskat）付近では、川の両岸は高いところで90m以上（300フィート）の高さがある断崖になっていて、グリーンリバー峡谷（Green River Gorge）と呼ばれている。
峡谷の周辺には、フレイミングゲイサー州立公園（Flaming Geyser State Park）、ノート州立公園（Nolte State Park）、ケナスケット・パーマー州立公園（Kanaskat-Palmer State Park）が整備されている。

### グリーンリバー谷
グリーンリバー峡を抜けると谷が800メートルの幅に広がり、この地域はグリーンリバー・バレー（Green River Valley）と呼ばれている。
グリーンリバーバレーでは農地の保護（en:Farmland protection参照）が行われており、自由な開発が禁止されている。
谷にそってサイクリングロードを整備しようという計画があったが、農家の反対で中止に追い込まれたこともある。その結果、牧歌的な風景が守られ、自転車も一般車道を走ることになった。

### オーバーン谷・ケント谷
グリーンリバーバレーを過ぎると、オーバーンにはいる。
オーバーンから下流はオーバーン・バレー（ケント・バレー）（Auburn/Kent Valley）と呼ばれ、グリーンリバー・バレーよりも更に広くなる。この谷は更新世の氷期に氷河によって削られてできたあと、グリーン川の堆積作用と、レーニア山の火山泥流で埋められてできたものである。

### 流路の変化

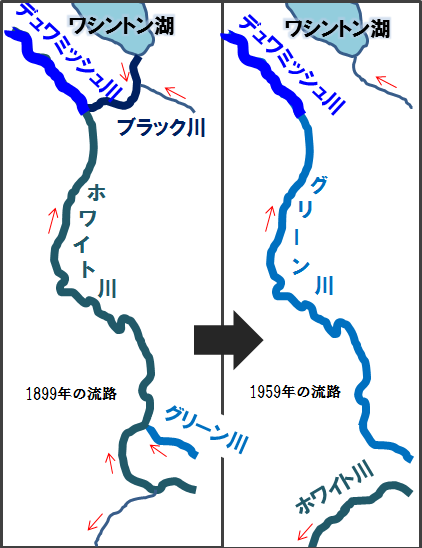
流路と川名の変化

オーバーン付近では、レーニア山から流れてきたホワイト川（White River）と1キロほどの距離を隔てて並走する。
かつて、グリーン川とホワイト川はここで合流しており、合流後はホワイト川として北流していた。しかし、1906年にオーバーンで起きた大洪水のあと、ホワイト川の流路は南へ移り、ピュアラップ川（Puyallup River）に流れこむようになった。
現在はグリーン川は単独で北へ向きを変え、タックウィラ（Tukwila）へ向かう。
20世紀初頭まで、グリーン川はここでワシントン湖から流れてきたブラック川と合流していた。両者の合流後は「デュワミッシュ川」と呼ばれ、シアトルへ流れていた。
1916年に、ワシントン湖運河が開削されると、湖の水位が約2.7メートルほど低下し、その結果ブラック川は涸れてしまった。このため、いまでは川の合流があるわけではないが、かつての合流点から先はデュワミッシュ川とされている。
現在は、ホワイト川はオーバーンで南へ転じ、ピュラップ川に注ぎ、最終的にはタコマ市でコメンスメント湾（Commencement Bay）へ注いでいる。

## 下流（デュワミッシュ川）

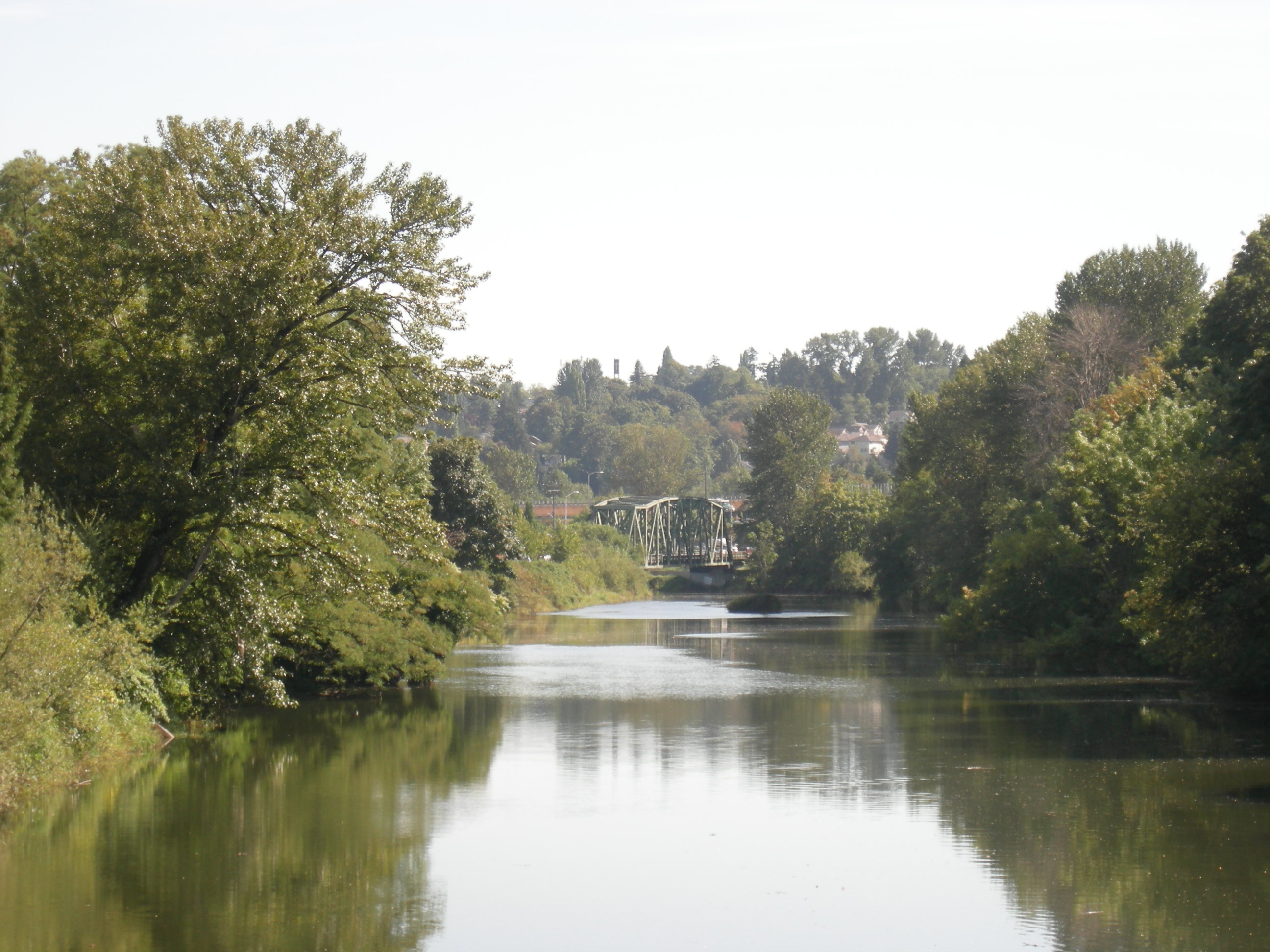
タックウィラ付近のグリーン川。このあたりでデュワミッシュ川に名前が変わる。

グリーン川の下流側19キロは「デュワミッシュ川」と呼ばれている。
河口付近は重工業地帯となっていて、「デュワミッシュ水路（Duwamish Waterway）」とも呼ばれている。
「デュワミッシュ」というのはセイリッシュ語の方言のひとつ（Lushootseed language）で、かつてワシントン州域を本拠としていたデュワミッシュ族（Duwamish tribe）の名に由来する。
デュワミッシュ川は、人工河道のデュワミッシュ水路を通って工業地帯をぬけ、シアトルの三角江であるエリオット湾（Elliott Bay）へ注いでいる。
河口付近にはハーバーアイランド（Harbor Island）という人工島があり、デュワミッシュ川はこの島を挟んで「東水路」「西水路」に分かれて湾に注いでいる。

### 環境問題

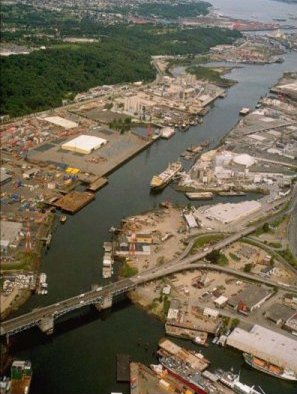
河口付近。上が河口側で、手前に見える橋は州道99号。

下流の8キロの区間は、20世紀の重工業の発達に伴う公害に見舞われ、環境保護庁のCERCLA（環境破壊の責任と補償に関する法）の指定対象地域となった。
PCB、PAH、水銀、フタル酸エステルなどの公害物質対策が計画されたが、当初の案は、デュワミッシュ川流域とエリオット湾で回収した汚泥を、42km南西にあるタコマ市のコメンスメント湾へ投棄するというもので、これはシアトル・タコマ両市の猛反発を受けた。両市が出した新しい処分案では、汚染物質を内陸部のクリッキタト郡へ運んで廃棄するというものだった。この案は2013年にパブリックコメントに出され、評価や改善提案を募っている。ほかにも、石油が主な汚染物質であるという説もある。
また、こうした対策がとられても、下水道のオーバーフローによって流入する汚水がもたらす大腸菌の汚染も重大である。これらの汚染物質の発生源は、工業地域だけでなく、上流の農業地帯や居住地域から発生するものもある。これらを解消しないかぎり水質の根本的な改善にはつながらないとの指摘もある。

### 生物
こうした環境汚染にも関わらず、デュワミッシュ川では毎年何千匹ものサケやマスが遡上し、湿地や河口で産卵を行う。
デュワミッシュ川で普通に見られるのは、チヌークサーモン（Chinook salmon）、ギンザケ（Coho salmon）、シロザケ（Chum salmon）、ニジマス（Rainbow trout）である。稀に、ベニザケ（Sockeye salmon）、カットスロートトラウト（Cutthroat trout,O. clarki）、ブルトラウト（Bull trout）がみられ、カラフトマス（Pink salmon）は奇数年に百万匹単位で遡上してくる。これらは自然に産卵をして帰ってくるものと、人工的に放流しているものとがおり、どちらがどのぐらい戻ってきているかはよくわかっていない。
グリーン川に生息する魚類・貝類のうち、サケ・マス類以外は、体内に汚染物質を蓄積していて食用には適さない。人工水路域に生息する魚やカニ類からは、外洋に近いピュージェット湾のサケ・マス類と比べて、35倍から110倍のPCBが検出されている。環境保護庁の報告書では、このままいけばカワウソの生息数の減少や絶滅を招くと警告している。
なお、近現代の開発は必ずしも生物種の減少だけを招いたわけではない。河口付近を浚渫して水深を深くしたことで、以前には見られなかったような生物が生息するようになった。

## 水利
第一次世界大戦の少し前に、ワシントン州のタコマ市（Tacoma）が、グリーン川の水利権を取得した。
イーグルゴージュ水路（Eagle Gorge Reservoir）を含め、川のほとんどはグリーン川集水域（Green River Watershed）に指定されている。上流の渓谷のほとんどにはタコマ市の集水域として取水堰があり、一般人の立ち入りは大きく制限されている。
そのため、川や渓谷をレジャー目的で利用しようとする人々によって、ときどき論争がおこされている。

## 「グリーンリバー殺人鬼」
グリーン川は、1980年代前半にゲイリー・リッジウェイによる連続殺人事件の最初の犠牲者が発見されたことで有名になってしまった。
実際には、70人以上の犠牲者のうち、グリーン川で発見されたのは2、3人に過ぎず、多くは川から離れたパシフィックハイウェイ（Pacific Highway）に沿った地域で発見されたのだが、正体不明の連続殺人鬼は「グリーン川殺人鬼（グリーンリバーキラー）」と呼ばれるようになった。
キング郡警察のデイブ・レイカート刑事（Dave Reichert）が捜査を指揮したが、20年以上にわたって未解決だった。2001年にDNA調査が決め手となってリッジウェイが逮捕されたが、リッジウェイは死刑を回避するため、キング郡のノーム・マレン検察官（Norm Maleng）と司法取引をした。
2003年11月にゲイリー・リッジウェイは48件の第一級殺人（first degree murder）で有罪になった。
キング郡の上級裁判所のリチャード・A・ジョーンズ判事（Richard A. Jones）は、仮釈放無しの終身刑48回の判決を下した。
（詳細はゲイリー・リッジウェイ参照。）